# Hugo Hartung (Musiker)
Hugo Hartung (* 24. Oktober 1885 in Henningsleben, Kr. Langensalza; † 8. Februar 1963 in Ost-Berlin) war ein deutscher Musiklehrer und Chorleiter.

## Leben
Als 5. Kind einer thüringischen Bauernfamilie verlor Hartung mit 4 Jahren den Vater. Er besuchte die einklassige Dorfschule, im letzten Schuljahr die Mittelschule in Wandersleben. Von seinem Lehrer, einem Kantor, im Klavier-, Violin- und Orgelspiel unterrichtet, durfte er schon als Schuljunge bei Gottesdiensten orgeln und singen. Bei seiner Begabung sollte er Lehrer werden.

### Lehrer
Die Ausbildung erhielt er an der Präparandenanstalt in Wandersleben und am Lehrerseminar Erfurt. Nachdem er 1905 die erste Lehrerprüfung bestanden hatte, diente er als Einjährig-Freiwilliger in Erfurt. Danach war er vier Jahre Lehrer an der Dorfschule und Organist in Epschenrode, Kr. Worbis. Die zweite Lehrerprüfung hatte er 1908 bestanden. In jener Zeit spielte er bei einer öffentlichen Feier das 20. Klavierkonzert Mozarts. Wegen seiner guten Jugendarbeit wurde Hartung 1910 als Musiklehrer an der neuen Landeserziehungsanstalt Nordhausen und als Organist und Chorleiter an der Marktkirche St. Nikolai (Nordhausen) angestellt. Daneben studierte er Gesang und Klavierspiel an der Fürstlichen Hochschule für Musik Sondershausen.
Entgegen dem Rat seiner Professoren wollte er nicht Opernsänger, sondern Musiklehrer werden. So ging er 1913 als Student an das Institut für Kirchen- und Schulmusik (Berlin). In den öffentlichen Konzerten dieses Instituts konzertierte er als Organist, Cembalist, Pianist, Sänger und Chordirigent. Nach drei Semestern erhielt er ein hervorragendes Abgangszeugnis. Am selben Tage, am 1. August 1914, brach der Erste Weltkrieg aus, an dem Hartung bis 1917 teilnahm. Nachdem er eine Typhuserkrankung und eine Sepsis überstanden hatte, wurde er im Herbst 1918 aus dem Heeresdienst entlassen.

### Tilsit
Im Oktober 1918 kaufte er das Konservatorium in Tilsit. Als Dirigent des Oratorien-Vereins und des Sängervereins und als Organist der Stadtkirche Tilsit gründete er für den Musikdienst seiner Kirche einen Knabenchor, den Lutherchor. 1920 verkaufte er das Konservatorium und trat als Musiklehrer wieder in den Schuldienst. Nachdem ein Städtisches Orchester gegründet worden war, leitete er die Sinfoniekonzerte. Seit 1919 Städtischer Musikdirektor, vereinigte er den Konzertverein mit dem Oratorien-Verein zum Musikverein, der jährlich sechs Solisten-, sechs Sinfonie- und drei Chorkonzerte veranstaltete. Damit entfaltete sich in Tilsit unter Bürgermeister Eldor Pohl ein Musikleben, wie es die „Stadt ohnegleichen“ nicht gekannt hatte: Im Beethovenjahr 1920 erklangen – in Tilsit zum ersten Male – die 9. Sinfonie und die Missa solemnis von Beethoven, 1921 zweimal Bachs Matthäus-Passion und Hans Pfitzners Kantate Von deutscher Seele. Im Frühjahr 1923 veranstaltete Hartung ein viertägiges Bach-Fest, bei dem (in Tilsit zum ersten Male) die h-Moll-Messe aufgeführt wurde. Im Herbst 1923 folgte ein zweitägiges Max-Reger-Fest, bei dem der Chor das Requiem, Der Einsiedler und Der 100. Psalm sang. 1924 führte Hartung die Händel-Oper Ottone und Theophanu viermal vor ausverkauftem Haus auf.

### Königsberg
1924 wurde Hartung an das Hufengymnasium versetzt und zum Studienrat ernannt. Mit dem Schulchor führte er 1925 Joseph Haydns Die Schöpfung, 1926 Bachs Weihnachtsoratorium und – mit dem Mädchenchor des Bismarcklyzeums – 1929 Bachs Matthäus-Passion. Erwin Kroll und Ernst Wiechert priesen diese Aufführung mit 500 Schülern. An „neuer“ Musik wurde unter anderem die Messe in a-Moll von Kurt Thomas aufgeführt. Um in Königsberg mit Erwachsenen wie in Tilsit große Chorkonzerte veranstalten zu können, gründete Hartung 1926 einen Frauenchor. Mit dem Sängerverein führte er Brahms’ Ein deutsches Requiem und Haydns Die Jahreszeiten auf. 1931 ersetzte er die inzwischen drei Leistungschöre des Hufengymnasiums durch Klassenchöre, in denen jeder Schüler vor und nach dem Stimmbruch im Chorsingen ausgebildet werden konnte. Die regelmäßigen Überschüsse der Schulkonzerte übergab er dem Elternverein für ein Schullandheim.
An der Albertus-Universität Königsberg war er in das neue Institut für Kirchen- und Schulmusik eingebunden. Er leitete ihren Akademischen Chor, den Orchesterverein Philharmonie und den Sängerverein. Die populäre Singakademie hatte gegen die bessere Konkurrenz das Nachsehen und wählte Hartung 1927 zu ihrem Dirigenten. 1934 vereinigte er sie mit der Musikalischen Akademie. Mit der Vereinigten Musikalischen und Singakademie führte er viele große Chor- und Orchesterwerke auf. Sie galt als einer der besten Chöre in Deutschland. Im Auftrag der Ostmarken Rundfunk AG gründete Hartung 1927 den Funkchor. Mit vielen bekannten Königsberger Solisten gab er jeden Monat vier bis sechs Rundfunkkonzerte.
Hartung saß in der Prüfungskommission für Kirchenmusiker. Im Auftrag des Provinzialschulkollegiums war er Fachberater der Musiklehrer an den Gymnasien in Ostpreußen. Als Musikerzieher wurde er Vorbild und Anreger einer ganzen Generation ostpreußischer Schulmusiker und vieler Chorleiter.
Hartung war Freimaurer und ab 1919 Mitglied der Königsberger Loge Zum Todtenkopf und Phoenix.

### Standhaft versippt
Seit 1932 war Hugo Hartung in zweiter Ehe verheiratet mit Annina Hartung (1909–2007), einer von zwei Töchtern des Internisten Leo Borchardt. Wegen dessen jüdischer Herkunft von den Nationalsozialisten diffamiert und von einem Neider denunziert, sollte Hartung nach dem Gesetz zur Wiederherstellung des Berufsbeamtentums ohne Pension entlassen werden. Er verlor die Leitung des Funkchores und des Sängervereins sowie seine Ehrenämter beim Provinzialschulkollegium. Um ihn an der Fortführung seiner erfolgreichen Arbeit am Hufengymnasium zu hindern, wurde er an die Burgschule (Königsberg) „strafversetzt“. Ihn auch von der Leitung der Singakademie zu entbinden misslang, weil der Chor sich vor ihn stellte. Um ihn auch hier auszuschalten und seine Mitwirkung beim geplanten Reichs-Bach-Fest in Königsberg unmöglich zu machen, wurde er nach Gumbinnen versetzt; die Stelle trat er aber nicht an, indem er unter Verweis auf sein Kriegsleiden die Versetzung in den Ruhestand beantragte. Außerdem machte die Neue Bachgesellschaft Hartungs Teilnahme zur Bedingung, wenn das 23. Deutsche Bachfest 1936 in Königsberg stattfinden sollte.
Nach seiner Entlassung aus dem Schuldienst gründete Hartung in seinem Einfamilienhaus 1936 die Hartungsche Musikschule. Schon zwei Jahre später musste er Unterrichtsräume und ein Musikheim für auswärtige Schüler anbauen. Hier wurden Kinder und Musikliebhaber unterrichtet und Chordirigenten, Kapellmeister, Sänger, Pianisten, Organisten, Geiger und Privatmusiklehrer ausgebildet. Obwohl die meisten berufsorientierten männlichen Schüler während ihrer Ausbildung zur Wehrmacht eingezogen wurden und der Unterrichtsbetrieb unter den Kriegsverhältnissen litt, besuchten 1944 etwa 300 Schüler die Musikschule.
Nachdem er die Leitung des Funkchores 1933 hatte abgeben müssen, gründete er einen Kammerchor, der seit 1936 vor allem aus den Gesangsschülern seiner Musikschule bestand. Als auch dem Kammerchor zugesetzt wurde, schloss Hartung seinen Chor der Vereinigten Musikalischen und Singakademie an. Mit ihr führte Hartung 1938 in Berlin Bachs h-Moll-Messe in der Garnisonkirche (Berlin) auf. Damit wollte er die NS-Angriffe auch in der Presse eindämmen. Nachdem Kritiken den Königsberger Chor in die Reihe der besten Berliner Chöre gestellt hatten, konnten die Königsberger Zeitungen die von den NS-Stellen angelegten Fesseln lösen.
Hartung avancierte vom Geschäftsführer zum Obervorsteher der Vereinigten Musikalischen und Singakademie. Mit ihren 200 bis 300 Mitgliedern bestand sie zuletzt aus vier Abteilungen: dem großen Akademiechor, dem Nachwuchs- oder Jugendchor, dem Männerchor und dem Akademieorchester, der ehemaligen Philharmonie. Zu ihnen trat Hartungs Kammerchor in Konzertgemeinschaft hinzu. Während das Akademieorchester und der Männerchor durch den Zweiten Weltkrieg stark beschränkt wurden, konnten die übrigen Abteilungen voll weiterarbeiten und 1943/44 ihre Jahrhundertfeier mit vier Konzerten begehen; zwei mussten wiederholt werden, Ein deutsches Requiem und die Missa solemnis. Mit einer Konzertreise durch Ostpreußen brachte es Hartung in diesem Kriegswinter auf 23 Chorkonzerte. Zwischen 1918 und 1944 hatte er viele A cappella- und orchesterbegleitete Chorwerke aus allen Stilperioden vom 16. bis zum 20. Jahrhundert dirigiert.
Die Schule hatte fünf hauptamtliche und acht nebenamtliche Lehrkräfte. Als sie nach den Luftangriffen auf Königsberg Ende August 1944 geschlossen werden musste, verließen die Hartungs Königsberg. Zurück blieben 16 Flügel und Klaviere, 2 Cembali, 1 Orgel (Portativ), 16 wertvolle Streichinstrumente, 10.000 Bücher und Noten und die gesamte Schul- und Heimeinrichtung.

### Thüringen
Die Flucht führte zunächst nach Ufhoven, wo die Familie von Hartungs Schwester aufgenommen wurde. Noch keinen Monat als Musiklehrer in der Deutschen Heimschule Gotha, wurde Hartung denunziert und – irrtümlich – von der Gestapo verhaftet. Wenig später wegen „nichtarischer Versippung“ erneut verhaftet, kam er in ein Zwangsarbeitslager der Organisation Todt bei Weißenfels. Bei seinem schlechten Gesundheitszustand wurde er nicht für Aufräumungsarbeiten nach Wuppertal geschickt, sondern in Gotha kriegsdienstverpflichtet.
Nach Kriegsende wurde er Städtischer Musikdirektor Gothas. Mit dem Städtischen Chor und dem von ihm gegründeten Kammerchor gab er im Herbst 1945 die ersten Nachkriegskonzerte. Daneben war er Musiklehrer an höheren Schulen und der Pädagogischen Fachschule.
In der Sowjetischen Besatzungszone veröffentlichte er im Winter 1945/46 seine »Gedanken zum Neubau einer einheitlichen Volksmusikerziehung«. Von den maßgeblichen Berliner Stellen gebilligt, wurden sie vom Verlag Volk und Wissen zurückgestellt, weil sie nicht in die Reihe »Lehren und Lernen« passe.
1947 ging Hartung nach Erfurt, um den Landeschor der Volksbühne aufzubauen. Mit ihm gab er wiederum große Chorkonzerte. Außerdem Musiklehrer an einem Gymnasium, übernahm er 1948 den Aufbau und die Leitung der Musikpädagogischen Fachschule.
1946 schrieb Hermann Abendroth dem Oberbürgermeister von Gotha:

„Ich darf Ihnen sagen, daß Hartung zu den besten und leistungsfähigsten Chordirigenten gehört, die wir in Deutschland hatten und haben. Zum Chorführer muß man geboren sein – er ist es! Was er in 20-jähriger unermüdlicher Arbeit in Königsberg mit seiner Singakademie geleistet und erreicht hat, muß vorbildlich genannt werden. Der Ruf dieser Chorvereinigung und ihres Leiters war über ganz Deutschland verbreitet, und als Hartung vor wenigen Jahren mit seiner Sängerschar in Berlin die h-Moll-Messe – wohl das schwerste und anspruchsvollste Werk der gesamten Chorliteratur – gastweise zur Aufführung brachte, konnte er einen ungewöhnlichen Erfolg für sich und seine Getreuen buchen.“

### Berlin
1949 berief ihn die Pädagogische Fakultät der Humboldt-Universität Berlin als Leiter des Instituts für Musikerziehung. Am 17. März 1950 wurde er mit der Wahrnehmung einer Professur beauftragt. Mit dem Institutschor gab er Konzerte. 66 Jahre alt und an einer Thrombose erkrankt, wurde er zum 1. September 1951 emeritiert. Dessen ungeachtet engagierte er sich im Deutschen Pädagogischen Zentralinstitut.
Wegen einer weiteren schweren Erkrankung musste er die praktische Unterrichtstätigkeit aufgeben; aber auch bei den häufigen Krankenhausaufenthalten arbeitete er an Verbesserungsvorschlägen für die Musikpädagogik. Er verstarb am 8. Februar 1963 im Alter von 77 Jahren.

## Nachruf
„Nun hörte Musik auf, Nebenfach zu sein. Entweder – so sagte der neue Meister – erfasse
sie die Gesamtheit des Menschen, oder man lasse sie ganz beiseite. Wie ja auch nicht nur
mit der – meist armseligen – Stimme, sondern unter Mitwirkung der Brust- und Bauchmuskeln
sowie bei Ertönen des ganzen Kerls gesungen zu werden habe. Im übrigen sei aktives
Singen, Singen in der Gemeinschaft, also Chorgesang, die ursprünglichste, reinste, rechtmäßigste
Musikausübung, weil dies eben den Einsatz der Gesamtpersönlichkeit erfordere...
Wenn dieser durch rastloses Studium hochgekommene Mann aus dem Volk bei feierlichen
Anlässen in der Aula unserer Schule auf deren gewaltiger Orgel präludierte und sich dabei
nicht selten zu improvisierten Variationen irgendwelcher Themen hinreißen ließ, einer Fertigkeit,
der er selber nur geringe Bedeutung zumaß, blieb bei keinem musikalischen Zuhörer
der mindeste Zweifel an seiner überwältigenden, bis in zarteste Empfindungen verästelten
Genialität bestehen.“

## Werke
- Grundfragen der Methodik des Musikunterrichts in der sozialistischen Schule. Volk und Wissen, Berlin 1964